# Radio Hagen

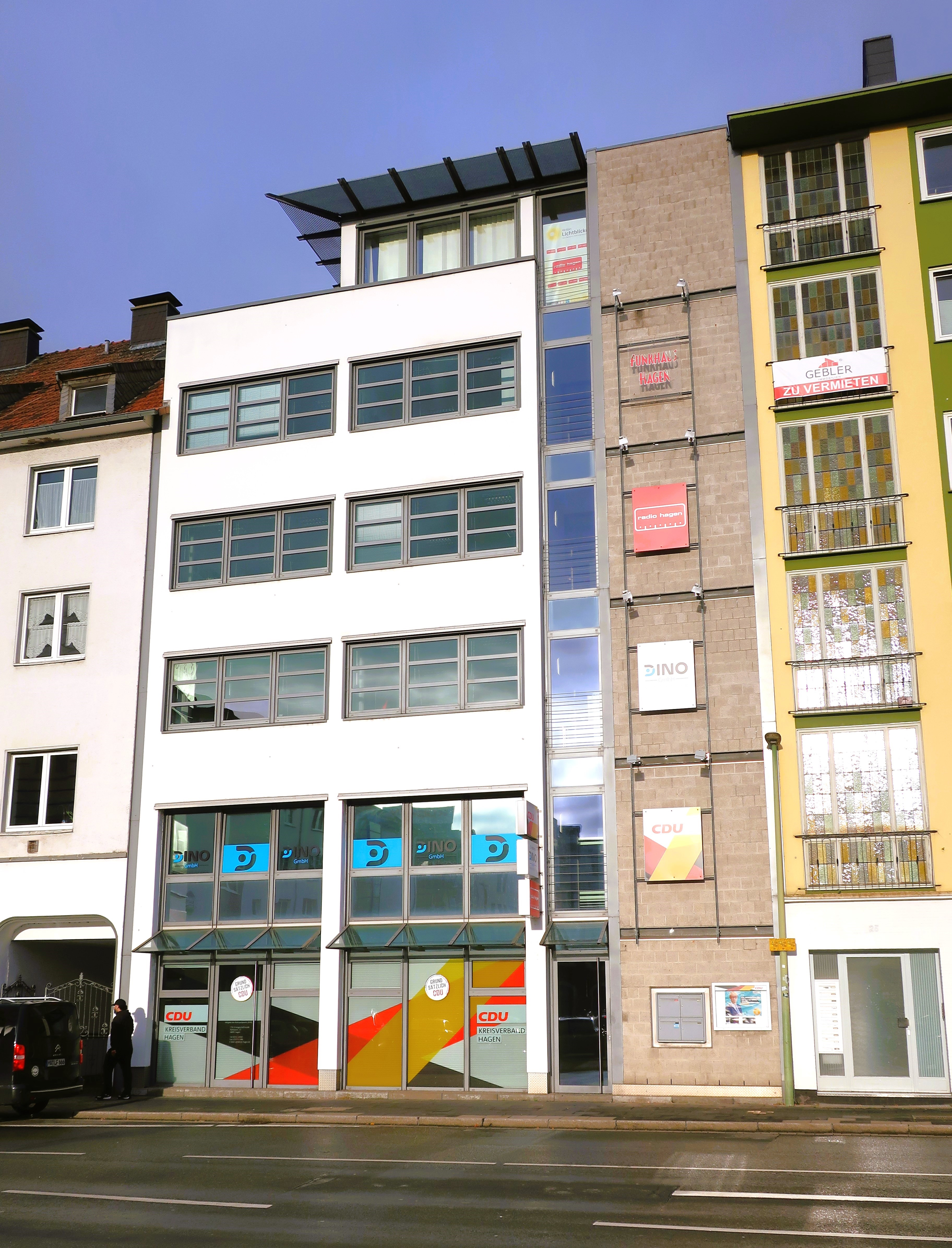
Radio Hagen im Funkhaus in der Hagener Rathausstraße 23

Radio Hagen (bis zum 30. Juni 2019 107.7 Radio Hagen) ist das Lokalradio für die Stadt Hagen. Es ging im Jahre 1990 unter dem Namen Radio Hagen auf Sendung und bekam seine Lizenz von der Landesanstalt für Medien Nordrhein-Westfalen. Chefredakteurin ist Cordula Aßmann. Das Programm wird im Funkhaus an der Rathausstraße produziert, in dem auch die Redaktion von Radio Ennepe Ruhr bis 31. Dezember 2020 untergebracht war.
Zum 21. August 2006 wurde die Frequenz in den neuen Sendernamen 107.7 Radio Hagen aufgenommen, zum 1. Juli 2019 wurde diese aus dem Sendernamen entfernt.

## Programm und Moderatoren
Radio Hagen sendet in der Woche sechs Stunden Lokalprogramm am Tag. Dazu gehört die Morgensendung Am Morgen und das Nachmittagsprogramm Am Nachmittag. Am Wochenende wird drei Stunden lang von 9 Uhr bis 12 Uhr lokal gesendet. Hinzu kommt der gesetzlich geregelte Bürgerfunk montags bis samstags und sonntags jeweils in den Abendstunden. Das Restprogramm und die Nachrichten zur vollen Stunde werden vom Mantelprogrammanbieter Radio NRW übernommen. Als Gegenleistung sendet Radio Hagen stündlich einen Werbeblock von Radio NRW. Den ganzen Tag über (von 6:30 bis 17:30 Uhr) werden die Stadtnachrichten zur halben Stunde ausgestrahlt; am Wochenende nur vor- und nachmittags.
Moderatoren bei Radio Hagen sind u. a. Timo Hiepler, Robin Hiermer, Felix Tusche und Anja Buschjost.

## Reichweite
Gemäß Reichweitenanalyse E.M.A. NRW 2025 I erzielte Radio Hagen beim Wert „Hörer gestern“ (Montag bis Freitag) eine Quote von 41 %. Demnach schalten täglich etwa 63.000 Hörer ihr Lokalradio für Hagen ein.
In der sogenannten Kernzielgruppe der Hörer zwischen 14 und 49 Jahren erreicht der Sender 46 % der Hagener, das sind 34.000 Personen und ist damit in beiden Zielgruppen mit Abstand Hagens meistgehörter Sender. Im Ranking aller 44 NRW-Lokalradios liegt Radio Hagen damit nun auf einem hervorragenden dritten Platz.
Radio Hagen bleibt mit diesem Ergebnis auch deutlicher Marktführer im Sendegebiet. Mit einem Marktanteil von 37 % liegt der Sender klar vor allen anderen Radioprogrammen, die in der Stadt gehört werden. Die Verweildauer im Programm (durchschnittliche Hördauer in Minuten) liegt bei 171 Minuten.
Die durchschnittliche Stundenreichweite über den ganzen Tag (Montag - Freitag) beträgt 10 %, damit schalten pro Stunde ca. 16.000 Menschen ein. Die meisten Hörer erreicht „Radio Hagen am Morgen“ mit Timo Hiepler in der Woche zwischen 06.00 und 10.00 Uhr.

## Unternehmen
An Radio Hagen sind die Funke Mediengruppe mit 75 Prozent, Peter Fiele mit 24,7 Prozent und die Hagener Versorgungs- und Verkehrsgesellschaft mit 0,3 Prozent beteiligt. Vermarktungsaufgaben im Bereich Radio-Werbung wurden an Westfunk ausgelagert.

## Empfang
Radio Hagen deckt mit seiner Frequenz 107,7 MHz das Stadtgebiet Hagen ab. Man kann das Lokalradio auch über Kabel auf der Frequenz 92,15 oder 96,0 MHz empfangen. Im Internet ist es per Livestream empfangbar.
Seit Mai 2016 wird der Betrieb der UKW-Frequenzen durch den Anbieter Uplink Network aus Düsseldorf verantwortet.